# Symmachia estellina
Espèce
Symmachia estellina est un insecte lépidoptère appartenant à la famille  des Riodinidae et au genre Symmachia.

## Taxonomie
Symmachia estellina a été décrit par Jean-Yves Gallard.
Les travaux Jean-Yves Gallard et Christian Brévignon parus en 1998 puis de C.J.Callaghan et G.Lamas en 2002 ont permis de clarifier la classification et de différencier deux espèces Symmachia praxilla et Symmachia estellina longtemps confondues avec Symmachia probetor qui, lui, n'a pas de virgule costale,.

## Description
Symmachia estellina est un papillon aux ailes antérieures à bord costal très bossu. Le mâle présente un dessus de couleur noire à reflets bleu métallisé intense marqué aux ailes antérieures d'une virgule translucide au milieu de la cote et un point blanc à sa base, aux ailes postérieures d'une large bande rouge le long du bord costal. Le revers est marron chocolat clair
La femelle présente un dessus marron tacheté d'ocre et aux ailes antérieures une ligne submarginale orange, aux ailes postérieures une ligne submarginale de points marron.
Les types servant à la description sont un couple capturé en cours de copulation.

## Écologie et distribution
Symmachia estellina a été trouvé en Guyane.

### Biotope
Symmachia probetor réside dans la forêt.

### Protection
Pas de statut de protection particulier.